# Wappen Somalias

Wappen Somalias

Das Wappen Somalias wurde am 10. Oktober 1956 offiziell angenommen.

## Beschreibung

Flagge Somalias

Motivisch folgt das Wappen der Flagge Somalias, die von einem silbernen Stern beherrscht wird.
Das Staatswappen ist blau mit goldenem Schildrand, belegt mit einem fünfzackigen silbernen Stern, gekrönt von einer fünfzackigen goldenen Heidenkrone.
Wappenhalter sind zwei aufgerichtete naturfarbene Leoparden, den Kopf zum Schild gewandt, fußend auf zwei gekreuzten schwarzen Speeren mit blauem Blatt, durchflochten von einem silbernen Band, über beidem zwei gekreuzte grüne Palmwedel.

## Symbolik
Die Palmzweige stehen für den Frieden, das Band dient nur dekorativen Zwecken.
Als Zeichen der Souveränität legte man dem Schild eine Mauerkrone auf.

## Geschichte
Die Leoparden wies bereits das Wappen Italienisch-Somalilands auf.
| Lage | Wappen | Kolonie                | Anmerkungen |
| ---- | ------ | ---------------------- | --- |
|      |        | Italienisch-Somaliland | Italien verlieh seiner damaligen Protektorat Italienisch-Somaliland am 3. April 1919 ein Wappen, in dem der Schild durch eine silberne Wellenlinie in eine obere blaue und eine untere rote Hälfte geteilt war. Das obere Feld zeigte einen naturfarbenen Leoparden und fünfzackigen Stern, das untere zeigte zwei sechszackige silberne Sterne. |
|      |        | Britisch-Somaliland    | Großbritannien verlieh am 18. Dezember 1950 seiner Kolonie Britisch-Somaliland ein Wappen mit zwei gekreuzten Speeren im goldenen Schildhaupt und einen Rundschild. Die beiden unteren Felder zeigten vorn in Grün ein Minarett und hinten in blauer Fläche ein arabisches Segelschiff auf zwei silberne Wellenlinien, darunter ein Anker.       |

Teile aus beiden Wappen finden sich in dem 1956 eingeführten Staatswappen wieder.